# 新達城
新達城（英語：Suntec City）是位於新加坡濱海中心的綜合開發區。

## 聲譽
- 市區重建局說新達城為新加坡最大的商業發展區之一。
- 新達城於1999年榮獲全球卓越建設獎中的總體最佳表現獎和商業/零售最佳表現獎。1998年榮獲新加坡旅遊局的旅遊獎。

## 新達城辦公大樓
有四棟45層和一棟18層的大樓。

## 新達城購物中心
新達城購物中心為1994年開幕的新加坡購物中心，有82,500平方公尺的零售空間，分為畫廊區、熱帶區、噴泉區、娛樂區等四區，在怡豐城於2006年開幕前為新加坡最大的購物中心。

## 新達城新加坡國際會議展覽中心
新達城新加坡國際會議展覽中心於1994年11月1日正式啟用，它也就是知名的新加坡國際會議與展覽中心（SICEC）。目前的名稱是在2004年通過的更名運動的一部分。會展中心總共有10萬平方公尺。

## 外部連結
- 新達城 （页面存档备份，存于） - 官方網站